# Iiro Viinanen
Iiro Viinanen, född 27 september 1944 i Kuopio, är en finländsk politiker och affärsman. Han var ledamot av Finlands riksdag 1983-1996 för Samlingspartiet och Finlands finansminister 1991-1996.
Under hans tid som finansminister i Esko Ahos regering genomgick Finland den värsta lågkonjunkturen i landets historia. Som finansminister förde han en hård linje med budgetnedskärningar för att Finland skulle sluta att behöva låna från andra länder. Hans åtgärder mötte antingen starkt gillande eller starkt ogillande. En del tyckte att han hade räddat skattkammaren, andra att han förstört den finländska välfärden.
1996 valdes han till VD för försäkringsbolaget Pohjola. I slutet av 1990-talet var han även styrelsemedlem i Nokia, Kone, UPM-Kymmene, YIT, Finnair och Orion Oyj. Han var vice ordförande i Nokia 1996-2000.
2000 fick han diagnosen Parkinsons sjukdom och tvingades att gå i pension.